# Хайнрих IV (Силезия)
Вижте пояснителната страница за други личности с името Хайнрих IV.
Хайнрих IV от Бреслау „Справедливи“ (на полски: Henryk IV Probus; на немски: Heinrich IV von Breslau der Gerechte; * ок. 1256; † 23 юни 1290, Вроцлав) от династията на силезийските Пясти, е от 1270 г. херцог на Бреслау, от 1288 г. херцог на Краков и като Хайнрих III сеньор-херцог (принцепс) на Полша.

## Биография
Той е син на херцог Хайнрих III от Бреслау († 1266) и съпругата му Юдит от Мазовия (* 1226), дъщеря на княз Конрад I Мазовски (1187 – 1247) и съпругата му Агафия Святославна Новгородская. Баба му Анна Бохемска († 1265) е дъщеря на крал Отокар I от Бохемия и затова е възпитаван в Прага.
Хайнрих IV пише стихове. Вероятно е отровен.

## Фамилия
Хайнрих IV се жени три пъти и няма деца.
Първи брак: през 1278 г. с Констанца († 1351), дъщеря на херцог Владислав от Опелн († 1281), който е син на херцог Казимир I от Опелн († 13 май 1229) и Виола от България († 7 септември 1251).
Втори брак: с Владислава от Полша.
Трети брак: през 1288 г. с Мехтхилд фон Брандебург-Залцведел (ок. 1270 – 1300), дъщеря на маркграф Ото V фон Бранденбург „Дългия“ († 1298) от род Аскани и втората му съпруга Юдит фон Хенеберг-Кобург († 1327).

## Галерия
- Хайнрих от Бреслау 
(Codex Manesse, 14 век)
- Паметник на Хайнрих IV от Бреслау